# Жан Дельвіль
Жан Дельвіль  (19 січня 1867 — 19 січня 1953) — бельгійський художник-символіст, письменник.

## Біографія
Дельвіль народився 19 січня 1867 року у Лувені, був позашлюбною дитиною. Жан ніколи не знав свого батька Жоахіма Тібо, який був викладачем латинської та грецької мов у місцевому коледжі та походив із заможної родини. Хлопець носив ім'я матері, поки вона не вийшла заміж за чиновника Віктора Дельвіля (1840—1918). Віктор усиновив Жана, який до того часу був відомий як Жан Лібер. Сім'я переїхала до Брюсселя в 1870 році і оселилася на бульварі Ватерлоо поблизу Порт-де-Халь. Пізніше родина Дельвілів переїхала до Сен-Жіля, де Дельвіль розпочав навчання.
Дельвіль ще з юного віку захопився малюванням, хоча його бажання було саме стати лікарем. Його прийомний дідусь, Франсуа Дельвіль познайомив його з художником Стівенартом, коли він був ще маленьким хлопчиком.
У дванадцять років Дельвіль вступив до знаменитої Атенської школи у Брюсселі. Він отримав дозвіл батька записатися на вечірні курси малювання в Академію витончених мистецтв на вулиці дю Міді в 1879 році. Незабаром після цього він залишив навчання в Атені, щоб вчитися в академії. У 1883 році він вступив у клас живопису під керівництвом відомого педагога Жана-Франсуа Портаельса (1818—1895). Дельвіль у 17 років отримав багато головних премій в Академії, включаючи «малюнок за натурою», «живопис за натурою», «історичну композицію» (з високою відзнакою), «малюнок за античністю».

## Художня діяльність 1887—1900
Дельвіль вперше виставлявся в поміркованому виставковому товаристві з 1887 по 1891 рік. Його ранні роботи були в основному зображеннями робітничого класу та селянського життя, виконаними в сучасному реалістичному стилі під впливом Констана Меньє. Ранні роботи Дельвіля, виставлені в 1887 році, були в основному схвально оцінені в сучасній пресі.
1888 року він виставив своє надзвичайно суперечливе дослідження для своєї картини із зображенням породіллі.
Протягом 1880-х років роботи Дельвіля тяжіли до соціального реалізму. Протягом 1888—1889 рр. його мистецькі інтереси почали розвиватися в більш нереалістичному напрямку та почали рухатися до ідеалізму, який відтоді домінував у його творчості. Однією з головних тем ініціації є контроль над своїми нижчими пристрастями, щоб досягти духовної трансцендентності.
Зростання інтересу Дельвіля до ідеалістичного мистецтва призвело до того, що він розробив плакат для першої виставки, на якому був зображений сфінкс з довгою шиєю — ключовий символ того періоду, який тримає в руках палаючу чашу.
Друга виставка групи відбулася в січні 1894 р. До складу витворів мистецтва, а саме живописних картин, входило також декоративне мистецтво, яке набуло в той час широкого розповсюдження і стало особливою рисою модерну. Поруч із картинами демонструвалися гобелени, палітурки та ковані вироби. Виставка була захоплено сприйнята пресою.
Творчість
Дельвіль брав участь у виставці Жозефіна Пеладана за перші чотири роки їх існування (1892—1895) він був тісно пов'язаний з Пеладаном та його ідеалами. Ймовірно, Дельвіль познайомився з ним у Парижі, коли він супроводжував одну з гастрольних виставок
Дельвіль — представник бельгійського ідеалістичного руху в мистецтві 1890-х років. Він вірив, що мистецтво має базуватися на принципі духовної краси.
Дельвіль навчався в Академії витончених мистецтв у Брюсселі, виграв більшість престижних конкурсів Академії ще будучи студентом. Отримав бельгійську премію Prix de Rome, що дозволило подорожувати до Риму та Флоренції, щоб вивчати роботи художників. Картини Дельвіля засновані на ідеї, які виражають філософські ідеали, що походять із сучасних традицій. На початку його кар'єри, на його езотеричну точку зору, в основному вплинули роботи Еліфаса. Основна тема його картин, особливо на початку його творчості, пов'язана з перетворенням внутрішнього життя душі до вищої духовної мети. Його картини та готові малюнки є вираженням надзвичайно чутливої фантазії, сформованої через точно спостережені форми, взяті з природи. Він також мав блискучий дар до кольору та композиції та чудово зображав людську анатомію. Він був вправним креслярем і художником, здатним створювати надзвичайно виразні роботи великого масштабу, багато з яких можна побачити в громадських будівлях Брюсселя.
Дельвіль був шанованим академічним викладачем мистецтва. Він працював у Школі мистецтв Глазго з 1900 по 1906 рік, а потім професором малювання в Академії витончених мистецтв у Брюсселі до 1937 року.
Він також був талановитим письменником. За своє життя опублікував дуже велику кількість журнальних статей, а також чотири томи поезії. Він є автором більше десятка книг і брошур, пов'язаних з мистецтвом і езотеричними темами.
Дельвіль був енергійним мистецьким підприємцем, створив кілька впливових художніх виставкових товариств. У 1920-х роках відповідав за оздоблення громадських будівель, включаючи мозаїку в Брюсселі.
Характерно, що картини Дельвіля засновані на ідеї, які виражають філософські ідеали, що походять із сучасних герметичних та езотеричних традицій. Дельвіль перебував під впливом художників італійського Відродження, які часто використовували темперу у своїх роботах. Деталі великим планом розкривають його техніку нанесення фарби дрібними штрихами. Щоб досягти такого ефекту, потрібно мати високу майстерність кресляра. Дельвіль був незаможним художником та жив на початку своєї кар'єри у Сен-Жилі у Брюсселі. До середини 1890-х років він був одружений і мав сім'ю, яку йому було важко утримувати, адже у художника великих статків не було. За порадою свого друга, скульптора Віктора Руссо, він взяв участь у престижній виставці, нагородою за яку, була стипендія. Дельвіль переміг у конкурсі 1895 року. Римська премія також означала, що Дельвіль міг проводити значну кількість часу в Італії, вивчаючи класичне мистецтво епохи Відродження. Художник постійно малював і писав. Він також викладав мистецтво. Це була людина мужня, наполеглива та розумна.

## Спадщина
Дельвіль не такий відомий, як деякі його сучасники епохи символізму. На початку кар'єри він ніколи не виставлявся в головних виставкових товариствах Брюсселя. Дельвіль уникав комерціалізації мистецтва та способу його виготовлення як елітного товару. Дельвіль головним чином був відданий використанню мистецтва як сили для перетворення суспільства та покращення життя оточуючих.
Дельвіль залишався бідним протягом ранньої частини своєї кар'єри. Він ніколи не продавав полотна дилерам і дуже рідко брав приватні замовлення на портрети. Більшість його картин були великого масштабу. Він створював їх для виставок у громадських місцях, дотримуючись свого ідеалу соціальної ролі мистецтва.
Багато його робіт давно зникли або були знищені, що залишає прогалини в його каталозі робіт. Велика кількість його робіт знаходиться в приватних колекціях.

## Твори
- 2015 рік. Кам'яний дзвін, Міська картинна галерея, Прага.
- 2014 рік. Виставка репрезентативних робіт Дельвіля.